# Eleição presidencial na Eslováquia em 2019
O primeiro turno da eleição presidencial eslováquia de 2019 foi realizada em 16 de março, como parte das eleições gerais naquele país. Neste pleito, os cidadãos eslováquios aptos a votarem, escolheram o sucessor do presidente Andrej Kiska. Nenhum dos candidatos recebeu mais do que a metade dos votos válidos, e um segundo turno foi realizado em 30 de março, onde ocorreu a vitória de Zuzana Čaputová.
Um total de 15 candidatos disputaram o primeiro turno, dos quais dois formalmente retiraram suas propostas antes da votação, mas seus nomes ainda tiveram que permanecer nos boletins de voto. Zuzana Čaputová, do Partido Progressista da Eslováquia (PS), terminou à frente dos outros candidatos, recebendo 40,6% dos votos, mas não conseguiu atingir o limite necessário de 50% + 1 voto de todos os eleitores registrados para evitar um segundo turno. Maroš Šefčovič, o vice-presidente da Comissão Europeia para a União da Energia, do partido independente, apoiado pelo partido social democrata, ficou em segundo lugar com 18,7% dos votos e ganhou um lugar na corrida também.
No segundo turno, Čaputová venceu as eleições para a presidência, ganhando 58,41% (1 056 582) dos votos contra os 41,59% (752 403) de Šefčovič. Ela se tornou a primeira mulher a ser eleita para o cargo e se tornará a presidente mais jovem da Eslováquia a partir de sua posse em 15 de junho de 2019.